# جبهه متحد (پاکستان شرقی)

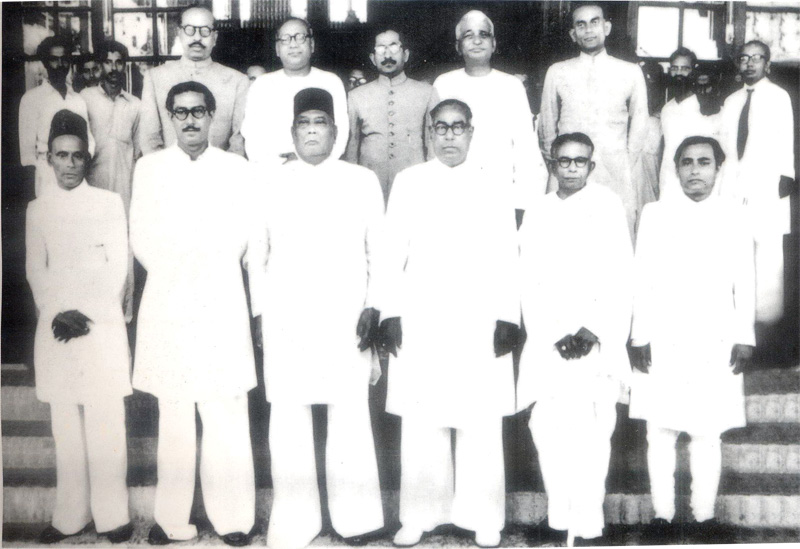
کابینهٔ جبههٔ متحد پاکستان شرقی در سال ۱۹۵۴

جبههٔ متحد ائتلافی از احزاب سیاسی بنگال شرقی بود که در نخستین انتخابات استانی پاکستان تشکیل شده و دولت بنگال شرقی را به دست گرفت. احزاب تشکیل دهندهٔ ائتلاف عوامی لیگ بنگلادش،  Krishak Praja Party, Ganatantri Dal (حزب دموکراتیک) و نظام اسلام بودند. رهبران ائتلاف هم سه شخصیت نافذ بنگالی - ابوالقاسم فضل الحق، حسین شهید سهروردی و مولانا بهشانی بودند.